# Última sesión

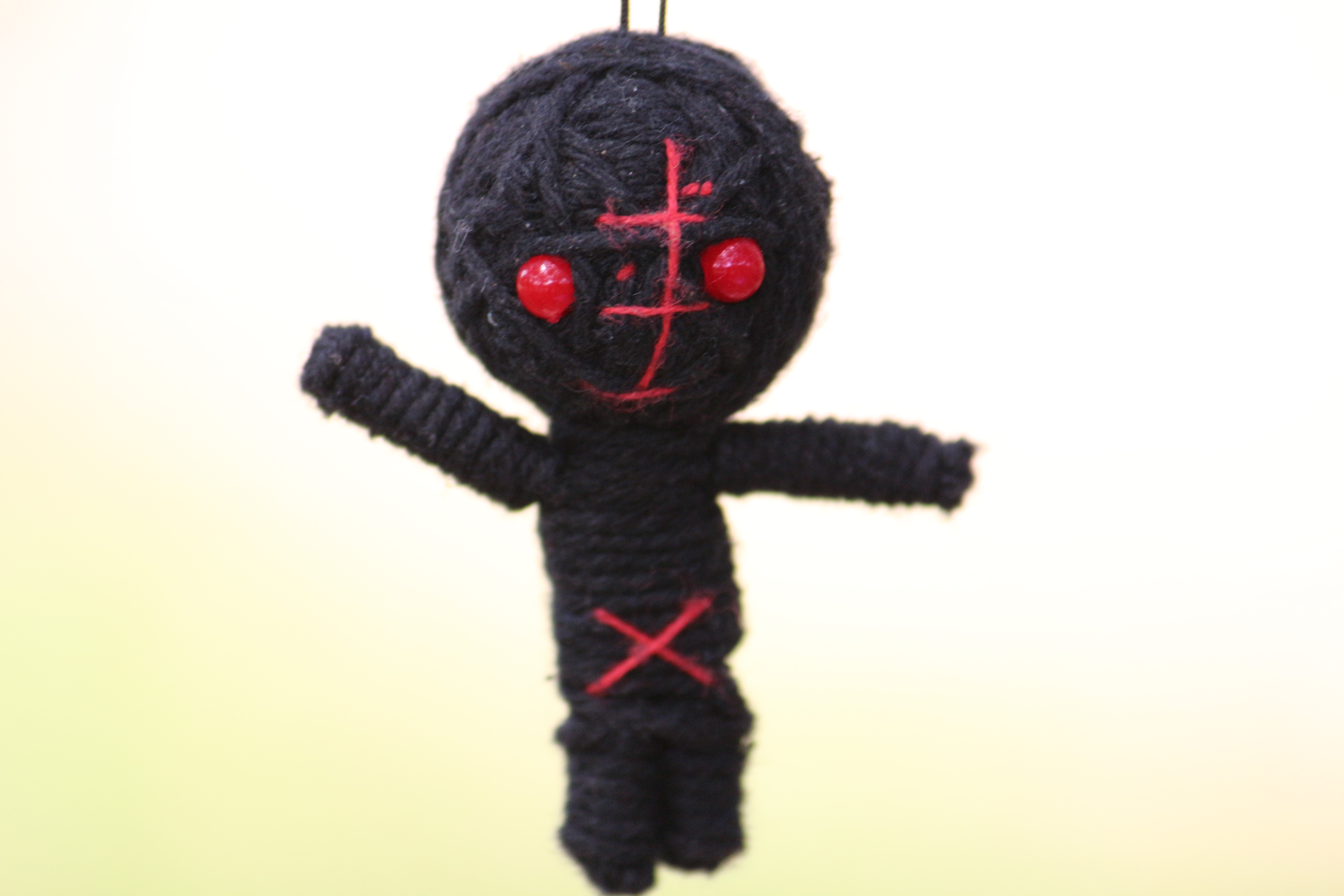
Ashley Cordova era una experta en vudú

Última sesión es una novela que se encuadra dentro del thriller de misterio, escrita por Marisha Pessl y publicada por Random House Grupo Editorial. La novela ganó en 2013 el Premio Shirley Jackson y estuvo en el sexto puesto de la lista de Best sellers del The New York Times en septiembre de 2013.
Es un ejemplo de Literatura ergódica. La autora creó páginas web y una aplicación llamada Descodificador para escanear las imágenes que aparecen en la novela y así desbloquear texto adicional, pdf, vídeo y audio relacionado con la investigación de los protagonistas. Sin embargo el libro puede leerse perfectamente prescindiendo de este material extra. 

## Resumen
Ashley Cordova, la hija de legendario director de películas de terror Stanislas Cordova, aparece muerta en un almacén de Chinatown en Nueva York. A pesar de que todas las pruebas forenses apuntan a un suicidio, el desacreditado periodista de investigación Scott McGrath cree que algo más oscuro pudo ocurrir aquella noche. Obsesionado con el director al que culpa de hundir su carrera, se lanza a una investigación que le llevara desde los rincones más oscuros de Nueva York hasta la misteriosa e inaccesible mansión de la familia Cordova. En su búsqueda se le unirán como ayudantes la inocente Nora Halliday, una aspirante a actriz de 19 años, y el temperamental Hopper, que conoció a Ashley Cordova en un campamento para jóvenes problemáticos.

## Relación con la realidad
La novela es un homenaje y a la vez una dura crítica del mundo del cine.
El personaje sobre el que gira toda la trama, Stanislas Cordova, está inspirado en varios directores reales: el perfeccionismo de Stanley Kubrick, el sentido del suspense y la crueldad con los actores de Alfred Hitchcock, los ambientes opresivos y la fama de maldito de Roman Polanski. A juzgar por la foto parcial que aparece al final de la novela el director puede tener cierto parecido físico con David Lynch, con el cual parece compartir la afición de coleccionar objetos extraños. 
El personaje de la actriz Marlowe Hughes tiene una gran similitud con Rita Hayworth.
El argumento cuenta con multitud de referencias a la cultura pop y a la magia negra.

## Revisiones y polémica
En su crítica de la novela, el famoso escritor Joe Hill dice: «Nadie puede acusar a Marisha Pessl de no estar familiarizada con las herramientas del thriller moderno. Al usar páginas con fotos falsificadas, documentos oficiales y mapas de satélite, Última sesión — la segunda novela de Pessl  — se afirma casi como una presentación multimedia más que como un libro». Hill destaca que la novela «es una obra de ingeniería de precisión, para ser leída a toda pastilla y su energía sería la envidia de cualquier blockbuster».
Meg Wolitzer dice que es un thriller cerebral y lleno de ideas. «En los mejores momentos la novela es como estar sentado en un cine a oscuras sintiendo un frío profundo.»  Wolitzer dice que los paisajes y las escenas están fantásticamente recreados, pero que los personajes son planos. Wolitzer cree que «Marisha Pessl tuvo una idea extremadamente fresca e intrincada para una novela, y finalmente funciona. Fui totalmente feliz leyéndola en la oscuridad hasta la última página, y no moví un músculo.»
A pesar del elogio general de la crítica a la obra de Pessl, algunos críticos se sintieron defraudados: Janet Maslin escribió en su reseña que «Pessl tiene problemas de credibilidad. Las películas de Cordova suenan terribles, al menos por como están descritas... Su última (ficticia) entrevista, concedida a Rolling Stone en 1977, es arrogante y pomposa incluso para aquella revista y aquel tiempo.» Maslin También cree que los aspectos interactivos de la novela no son eficaces, y los ve «mal ejecutados».
Maggie Doherty opinó que la novela te acribilla con fotos y escenas, pero no ofrece una lectura absorbente. También cree que es una novela para la edad digital, pero si esta es la clase de ficción de nuestra época, entonces estos son tiempos oscuros, llegando a enlazar Última sesión con la muerte de la novela.
- Datos: Q18787787